# Aubin-Louis Millin de Grandmaison

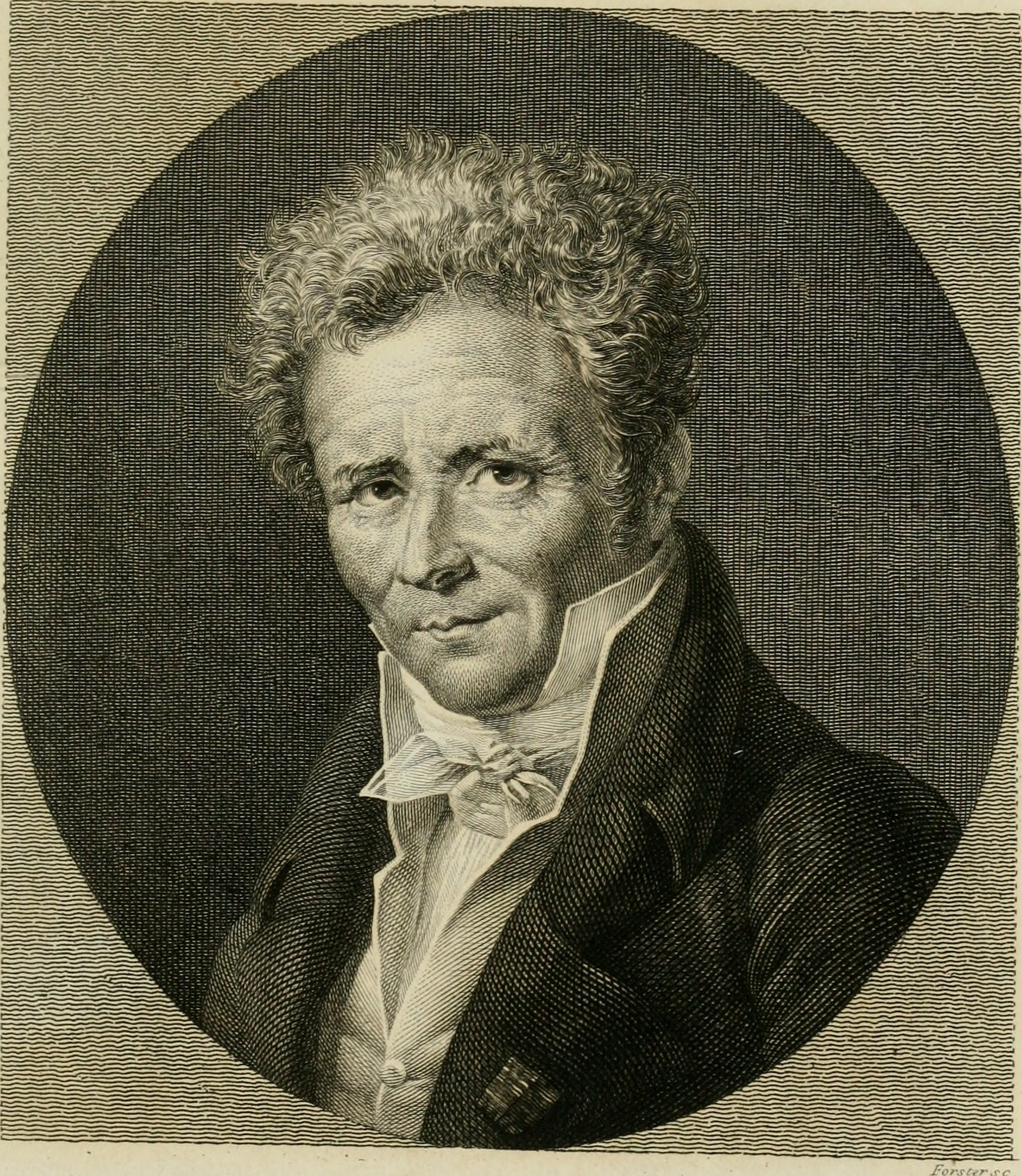
Aubin-Louis Millin de Grandmaison auf einem Kupferstichporträt von François Forster

Aubin-Louis Millin (de Grandmaison) (* 19. Juli 1759 in Paris; † 14. August 1818 ebenda) war ein französischer Altertumswissenschaftler und Naturwissenschaftler (Naturhistoriker), der vor allem auf dem Gebiet der Archäologie und der Botanik nennenswerte Leistungen vollbracht hat. Er vertrat die Einheit von Natur- und Geisteswissenschaften und beeinflusste die archäologisch-wissenschaftlichen Ordnungsprinzipien nachhaltig.

## Leben, Leistungen und Wirkung
Aubin-Louis Millin gehörte mit André Thouin (1746–1824), Louis-Augustin Bosc d’Antic (1759–1828), Pierre Marie Auguste Broussonet (1761–1807) und Pierre Willemet (1762–1824) zu den Mitinitiatoren der Ende Dezember 1787 gegründeten (ersten) Société linnéenne de Paris. Für die Gesellschaft gab er auch zwei Schriften Carl von Linnés sowie eine von Johann Christian Fabricius heraus. 1791/92 und erneut von 1795 bis 1816 gab er das Magasin encyclopédique heraus. 1793/94 konnte es nicht erscheinen, da Millin als Gegner der Jakobiner in den Wirren der Französischen Revolution inhaftiert war und sich zuvor der ebenfalls von ihm herausgegebenen Chronique de Paris widmete, in der er 1793 vor seiner Verhaftung gegen die Jakobiner agitierte. Nach dem Sturz der Jakobiner kam er nach etwa einem Jahr aus der Haft frei. 1795 wurde er gemeinsam mit André Barthélemy de Courçay als Nachfolger Jean-Jacques Barthélemys als Konservator (Leiter) an das Cabinet des Médailles der Bibliothèque nationale de France berufen. Seit 1796 hielt er dort öffentlichkeitswirksame Vorlesungen, die sich vor allem an Künstler richteten. 1799/1800 leitete Millin als Président du Conservatoire die Bibliothèque nationale de France. Paris verließ er für zwei längere Studienreisen, von 1804 bis 1806 durch Südfrankreich und von 1811 bis 1813 – unter anderem mit Franz Ludwig Catel – nach Italien. Von beiden publizierte er ausführliche, reich illustrierte Reiseberichte. Nachfolger als Konservator des Cabinet des Médailles wurde Désiré Raoul-Rochette, Pascal-François-Joseph Gossellin war schon seit 1799 als Nachfolger André Barthélemy de Courçays Mitaufseher des Cabinets.
Mit seinen Vorlesungen erreichte Millin ein gebildetes Großstadtpublikum. Dabei verstand er die Archäologie und die Naturkunde als Einheit. Er unterteilte seine Präsentation in zwei Teile, die Archäologie, unter der er das Studium der antiken Gebräuche verstand, und die Archäographie, das Studium der antiken Monumente. Anders als viele seiner Zeitgenossen baute er seine Präsentationen und Studien nicht anhand kunstgeschichtlich-chronologischer, lexikalisch-alphabetischer oder geographischer Kriterien auf, sondern nach analytisch-naturwissenschaftlichen Ordnungskriterien, also den Objektgruppen: Glyptik, Malerei, Numismatik, Architektur, Mosaiken, Gravur und Werkzeuge. Diese Kriterien legte er nicht nur bei der Erforschung von Antiken an, sondern auch von Objektgruppen anderer Zeiten, etwa vor- und frühgeschichtlichen bis mittelalterlichen französischen Antiquités Nationales („Nationalaltertümern“), den Statuen im Jardin des Tuileries oder auch bei seinen Studien zur Münzen und Medaillen der Französischen Revolution und der napoleonischen Zeit.
Millin de Grandmaison widmete sich einer größeren Zahl bis dahin unpublizierter Denkmale und Artefakte, wobei er damit häufig eine ästhetisch-politische Funktionalisierung verband. Ein besonderes Augenmerk legte er dabei auf Gemmen und Vasen, wobei im Zentrum seines Interesses die mythologischen Darstellungen lagen. 1811 veröffentlichte er das auf diesem Gebiet noch längere Zeit als Standardwerk geltende Galerie mythologique, recueil de monuments pour servir à l’étude de la mythologie, de l’histoire de l’art, de l’antiquité figurée et du langage allégorique des anciens. Vor allem wegen seiner geringen Kenntnisse der alten Sprachen blieben die Ideen und Arbeiten Millins nicht unwidersprochen, doch hatte sein naturwissenschaftlicher Input auf die Klassische Archäologie nachhaltigen Einfluss.
In Deutschland sorgte vor allem Karl August Böttiger, mit dem er auch einen regen Briefverkehr unterhielt, für die Popularisierung von Millins Vorlesungen und damit dessen Ideen, die in Teilen noch bis heute in die archäologischen Wissenschaften wirken. Weitere Briefkontakte bestanden unter anderem zu Aloys Hirt, James Edward Smith und Jean Paul. Während der Besetzung Berlins unterstützte er Konrad Levezow. Als Kurator des Cabinet des Médailles förderte er unter anderem Théophile Marion Dumersan.
Millin war ein überaus angesehener Gelehrter, was etwa seine Mitgliedschaften in verschiedenen Gelehrten Gesellschaften wie der Preußischen Akademie der Wissenschaften (korrespondierendes Mitglied seit dem 25. Juni 1812), der Leopoldina (1792), der Königlich Niederländischen Akademie der Wissenschaften, der Accademia delle Scienze di Torino, der Académie des inscriptions et belles-lettres sowie während der fünf Jahre des Bestehens (1799–1804) der Société des observateurs de l’homme zeigen. Am 25. April 1806 wurde er Ritter der französischen Ehrenlegion. Er ist auf dem Friedhof Père-Lachaise bestattet.

## Publikationen (Auswahl)
- Antiquités nationales ou Recueil de monumens pour servir à l’histoire générale et particulière de l’empire françois, tels que tombeaux, inscriptions, statues... Tirés des abbayes, monastères, châteaux et autres lieux devenus domaines nationaux. Marie-François Drouhin, Paris 1790–1799
  - Band 1, Paris 1790 Digitalisat.
  - Band 2, Paris 1791 Digitalisat.
  - Band 3, Paris 1791 Digitalisat.
  - Band 4, Paris 1792 Digitalisat.
  - Band 5–6, Paris 1798–1799 Digitalisat.
- Minéralogie homérique ou essai sur les minéraux, dont il est fait mention dans les poèmes d’Homère. Paris 1790 Digitalisat
- Annuaire du républicain ou légende physico-économique. Avec l’explication des trois cents soixante-douze noms imposés aux mois et aux jours... Marie-François Drouhin, Paris 1793, [2. Auflage: 1794], Digitalisat.
- Élements d’histoire naturelle. Paris 1793
- Monumens antiques, inedits ou nouvellement expliques. Didot jeune, Paris 1802–1806
  - Band 1, Paris 1802 Digitalisat.
  - Band 2, Paris 1806 Digitalisat.
- Histoire métallique de la révolution française, ou, Recueil des médailles et des monnoies qui ont été frappées depuis la convocation des États-généraux jusqu’aux premières campagnes de l’armée d’Italie. Paris 1806 Digitalisat
- Voyage dans les départemens du Midi de la France. Tourneisen, Paris 1807–1809
  - Band 1, Paris 1807, Digitalisat.
  - Band 2, Paris 1807 Digitalisat.
  - Band 3, Paris 1808 Digitalisat.
  - Band 4, Paris 1809 Digitalisat.
- Comparaison des hippocentaures et des taurocatapsies de la Thessalie avec les bouviers et les ferrades de la Camargue. Paris J. B. Sajou, 1808 Digitalisat.
- Galerie mythologique, recueil de monuments pour servir à l’étude de la mythologie, de l’histoire de l’art, de l’antiquité figurée et du langage allégorique des anciens. Soyer, Paris 1811
  - Band 1 Digitalisat.
  - Band 2 Digitalisat.
- Description des tombeaux qui ont été découverts à Pompeï dans l’année 1812. Imprimerie Royale, Neapel 1813 Digitalisat.
- Extrait de quelques lettres adressées à la classe de la littérature ancienne de l’Institut impérial par A.-L. Millin pendant son voyage d’Italie (extrait du Magasin encyclopédique de mars 1814). J.-B. Sajou, Paris 1814 Digitalisat.
- Voyage en Savoie, en Piémont, à Nice et à Gênes, t. I. Wassermann, Paris 1816
  - Band 1 Digitalisat.
  - Band 2 Digitalisat.
- Voyage dans le Milanais, à Plaisance, Parme, Modène, Mantoue, Crémone, et dans plusieurs autres villes de l’ancienne Lombardie. Wassermann, Paris 1817
  - Band 1 Digitalisat.
  - Band 2 Digitalisat.
- Pierres gravées inédites tirées des plus célèbres cabinets de l’Europe, publiées et expliquées par A. L. Millin. Band 1, Bureau des annales encyclopédiques, Paris 1817 Digitalisat.
- Abrégé des antiquités nationales ou Recueil de monuments pour servir à l’histoire de France. Barba, Paris 1837 Digitalisat.
- mit James Millingen: Histoire métallique de Napoléon, ou Recueil des médailles et des monnaies qui ont été frappées depuis la première campagne de l’armée d’Italie jusqu’à son abdication en 1815. Delahays, Paris 1854 Digitalisat[10]